# 37
 Тази статия е за 37-ата година от новата ера.  За числото 37 вижте 37 (число).  За други значения вижте 37 (пояснение).
37 (тридесет и седма) година е обикновена година, започваща във вторник по юлианския календар.

## Събития

### В Римската империя
- Двадесет и четвърта (последна) година от принципата на Тиберий Юлий Цезар Август (14 – 37 г.).
- Консули стават Гней Ацероний Прокул и Гай Петроний Понтий Нигрин.
- Император Тиберий посещава Кампания, но здравето му се влошава бързо. След като се настанява в бивша вила на Лукул в Мизенум, той се разболява тежко и на 16 март умира.[1]
- Гай Цезар Германик е приветстван като принцепс веднага след смъртта на Тиберий. На 18 март Сенатът приветсва Калигула като единствен принцепс въпреки завещанието на Тиберий, според което за сънаследници са обявени Гай Цезар и Тиберий Гемел. На 28 март сенаторите провеждат заседание, на което официално потвърждават новия император и анулират завещанието на Тиберий под претекст, че при съставянето на последната си воля той е бил невменяем.[2]
- Калигула изплаща всички суми обещани в завещанието на Тиберий, като на преторианците дава двойно – по 1000 сестерций на човек вместо завещаните 500.
- Калигула осиновява Гемел като свой наследник и го обявява за princeps iuventutis (принцепс на младежите).[3]
- Антония Младша, баба на императора, получава всички привилегии и почести, с които се е ползвала Ливия Друзила, съпругата на император Август, включително титлата августа, която обаче тя отказва. Скоро след това, на 1 май, Антония умира.[3]
- Месец септември се преименува (временно) в германик, в чест на бащата на императора.[3]
- 1 юли – чичото на императора Клавдий става за първи път суфектконсул заедно със самия Калигула.
- През есента Калигула заболява тежко от болест, която може да е засегнала психичното му здраве.[4]
- Осветен е храма на Божествения Август.
- Сватба и развод на Калигула с Ливия Орестила.
- Към края на годината (или в началото на следващата) Тиберий Гемел е принуден да се самоубие или е убит.[4]

#### В Комагена
- Калигула възстановява сина на последния комагенски цар Антиох като клиентски владел на Комагена след двадесет години пряко римско управление.[3]

#### В Юдея
- Калигула дава на Ирод Агрипа I земите, които до 34 г. са управлявани от чичо му Ирод Филип.

## Родени
- 15 декември – Нерон, римски император († 68 г.)
- Йосиф Флавий, античен еврейски историк и писател († 100 г.)

## Починали
- 16 март – Тиберий, римски император (роден 42 г. пр.н.е.)
- 1 май – Антония Младша, дъщеря на Марк Антоний и Октавия, майка на император Клавдий и баба на император Калигула (родена 36 г. пр.н.е.)
- Тиберий Гемел, внук на император Тиберий (роден 19 г.)
- Марбод, вожд на маркоманите (роден 30 г. пр.н.е.)